# Celle
Celle, pronunțat [țe-lă],  este un oraș din landul Saxonia Inferioară, Germania. Este reședința districtului Celle.

## Personalități născute aici
- Georg, Duce de Brunswick-Lüneburg (1582 - 1641), Prinț de Calenberg⁠(d);
- Sofia Dorothea de Celle (1666 - 1726), soția lui George I al Marii Britanii;
- Helmut Coing (1912 - 2000), istoric, profesor universitar;
- Hermann Schridde (1937 - 1985), sportiv olimpic la călărie;
- Angelika Kraus (n. 1950), înotătoare olimpică;
- Feleknas Uca (n. 1976), politiciană de etnie turcă.